# San Bartolo del Progreso
San Bartolo del Progreso är en ort i kommunen Ocuilan i delstaten Mexiko i Mexiko. Samhället hade 1 291 invånare vid folkräkningen år 2020.